# Javier Perez-Capdevila
Javier Perez-Capdevila (Guantánamo, 7 febbraio 1963) è un matematico e ricercatore cubano.

## Biografia
Nato il 7 febbraio 1963 a Guantánamo, ha compiuto i suoi studi fino al livello universitario nella sua provincia natale, laureandosi nel 1985 presso l'Istituto di Scienze Pedagogiche in Educazione nella specialità di Matematica. Per essere stato il miglior allievo del suo corso ricevette il diploma dalle mani del Presidente della Repubblica di Cuba Fidel Castro Ruz.
Ha lavorato come professore universitario, dirigente scolastico, matematico e specialista per il controllo dell'attività scientifica e della tecnologia del Ministero Scienze Tecnologia e dell'Ambiente (CITMA), dove dirige l'Unità di Scienza e Tecnologia. 

## Principali contributi scientifici
Ha introdotto diversi concetti di matematica sfocata e ha esemplificato in modo creativo la sua applicazione pratica.
Nel campo della matematica applicata ha compiuto diversi studi sugli effetti economici e sul controllo delle specie invasive esotiche; altri suoi studi hanno avuto come fine la valutazione delle competenze lavorative in ambito imprenditoriale e gli hanno consentito di creare un metodo di determinazione delle competenze lavorative e salariali, allo scopo di valutare eventuali perdite generate dalla mancanza di competenze.

## Pubblicazioni
- Definición, medición y mapas de competencias laborales, La Habana: Editorial Universitaria, 2017
- Diferencias entre politica y ciencia en cuba, Saber Ciencia y Libertad, v11 n2 (20161215): 153
- La Era del conocimiento Editoriale El Mar y la Montaña, Guantanamo 2003
- Una teoría de la adecuación, Ministerio de Ciencia Tecnología y Mediomabiente, 2013
- Competencias laborales: remozamiento del concepto, método para valuarlas, medirlas y caracterizar a las personas, Ministerio de Ciencia Tecnología y Mediomabiente, 2012

## Premi e riconoscimenti
- Premio nazionale dell'Accademia delle scienze di Cuba, che è il più alto riconoscimento conferito dall'Accademia delle scienze di Cuba agli scienziati cubani per risultati rilevanti con impatti tangibili. [6] [7]
- Premio speciale del Ministro della Pubblica Istruzione: il premio massimo che il Ministero dell'Educazione a Cuba concede.[8]
- Premio annuale negli anni 2003, 2004, 2008, 2011 e 2015 dal Ministerio de Ciencia, Tecnología y Medio Ambiente a Guantanamo.
- Premio rilevante per l'International Congress University 2004 e University 2014 (base Events).

### Onorificenze e altri premi
- Ordine Carlos Finlay: massimo riconoscimento scientifico concesso a Cuba, concesso dal Consiglio di Stato della Repubblica di Cuba a cittadini cubani e stranieri per meriti straordinari e contributi preziosi per sviluppo delle Scienze naturali o sociali, ad attività scientifiche o investigative che hanno contribuito in modo eccezionale al progresso della scienza in beneficio del genere umano. [7]
- Distinzione Juan Tomás Roig, per oltre 30 anni di servizi, in riconoscimento dei meriti raggiunti come lavoratore legato al compito scientifico in diversi rami dell'economia e della vita sociale del paese. [9]
- Medaglia "Costruttori del futuro" per le personalità della scienza: concesso dalla presidenza nazionale delle Brigate tecniche giovanili di Cuba a personalità eccezionali della scienza.
- Medaglia commemorativa Antonio Bachiller Morales: La massima medaglia della Società di Scienze Cubane dell'Informazione. Concesso agli scienziati per i contributi rilevanti alla condivisione della conoscenza, in campo pratico e teorico. [10]
- Premio per l'integralità scientifica. [9]
- Professore emerito della Fondazione COMFENALCO della Colombia.[8]